# Andreas Hartmann
Andreas Hartmann detto Andy (Cham, 29 gennaio 1980) è un ex combinatista nordico svizzero.

## Biografia
In Coppa del Mondo esordì il 15 marzo 1997 a Oslo, subito ottenendo l'unico podio in carriera (3°).
In carriera prese parte a due edizioni dei Giochi olimpici invernali, Nagano 1998 (28° nell'individuale, 7° nella gara a squadre) e Salt Lake City 2002 (9° nell'individuale, 8° nella sprint), e a tre dei Campionati mondiali (8° nella gara a squadre a Val di Fiemme 2003 il miglior risultato).

## Palmarès

### Mondiali juniores
- 4 medaglie:
  - 2 argenti (individuale a Canmore 1997; gara a squadre a Saalfelden 1999)
  - 2 bronzi (gara a squadre a Sankt Moritz 1998; individuale a Saalfelden 1999)

### Coppa del Mondo
- Miglior piazzamento in classifica generale: 14º nel 1999
- 1 podio (individuale):
  - 1 terzo posto